# Epipontonia anceps
Epipontonia anceps is een garnalensoort uit de familie van de Palaemonidae. De wetenschappelijke naam van de soort is voor het eerst geldig gepubliceerd in 1983 door Bruce.